# بيل ماغواير
بيل ماغواير (بالإنجليزية: Bill McGuire)‏ هو لاعب كرة قاعدة أمريكي، ولد في 14 فبراير 1964 في أوماها في الولايات المتحدة.

## وصلات خارجية
- بيل ماغواير على موقعبيزبول رفرنس.كوم (الدوري الرئيسي) (الإنجليزية)
- بيل ماغواير على موقعبيزبول رفرنس.كوم (الدوري الثانوي) (الإنجليزية)